# 威爾克斯號驅逐艦 (DD-67)
威爾克斯號驅逐艦（舷號DD-67）是一艘隸屬於美國海軍的驅逐艦，為桑普森級驅逐艦的五號艦。她是美軍第二艘以威爾克斯為名的軍艦，以紀念美國內戰時期的海軍軍官查理斯·威爾克斯（Charles Wilkes）。
威爾克斯號在1915年於克雷普父子造船廠開始建造，在1916年下水服役，其時第一次世界大戰已經爆發。接著威爾克斯號主要留在大西洋訓練及作中立巡航。美國參戰後，威爾克斯號被派往法國及愛爾蘭海域，掩護協約國船隻。戰後威爾克斯號留在加勒比海巡航，在1922年退役。1926年威爾克斯號轉交美國海岸防衛隊，負責截查酒精走私，在1934年重返海軍。同年威爾克斯號除籍，按倫敦海軍條約出售拆解。